# Rhytidometopum albomarginatum
Rhytidometopum albomarginatum är en kackerlacksart som beskrevs av Karlis Princis 1951. Rhytidometopum albomarginatum ingår i släktet Rhytidometopum och familjen småkackerlackor.
Artens utbredningsområde är Venezuela. Inga underarter finns listade i Catalogue of Life.